# Centerförlaget
CenterFörlaget startade som ett dotterbolag till Press & Publicity vid slutet av 1940-talet. Initiativtagare var Armas Morby som varit i USA och inspirerats av hur de tecknade seriernas popularitet i Amerika ständigt tycktes öka. CenterFörlaget växte snabbt och var marknadsledande på serietidningsutgivning under 1950-talet, mycket tack vare Seriemagasinet, förlagets äldsta titel, Vilda Västern-titlar och superhjälteserierna Batman och Stålmannen från DC Comics samt flick-serietidningen Min Melodi. 1966 introducerade förlaget Marvel-serierna i Sverige genom att ge ut det första numret av serietidningen Demonen (en seriefigur som senare gavs ut under sitt originalnamn Daredevil även på svenska). Konkurrenter som bland andra Williams förlag och Semic Press gjorde dock att förlaget under 1960-talet tappade mark, och i maj 1969 köptes CenterFörlaget upp av Semic Press. Chef för CenterFörlaget var från 1948 Kurt Björkman, sedermera förlagsdirektör och VD för SEMIC International.

## Titlar
- Seriemagasinet 1948
- Stålmannen 1949
- Mannen från Claa 1950
- Cowboy 1951
- Läderlappen 1951
- Min Melodi 1951
- Tomahawk 1951
- Vilda Västern 1952
- Prärieserier 1953-1968
- Prärieserier 1953
- Texas 1953
- Terry och Piraterna 1954
- Storklas och Lillklas 1956
- Vicky 1956
- Robin Hood 1958
- Stålpojken 1959
- Seriebiblioteket 1959
- Trio 1960
- Bonanza 1961
- Fickbiblioteket 1961
- Kommandoserien 1962
- Jerry Lewis 1962
- Atom 1963
- Höken 1963
- Kapten Miki 1963
- Hoppalong Cassidy 1964
- Bobby 1966
- Demonen 1966
- Lena 1967
- Kitty 1969
- Swisch 1969